# Monoplegia
Monoplegia (Mono- única,-plegia paralisia) é um termo das ciências da saúde para a paralisia de um único braço (monoplegia de membro superior) ou perna (monoplegia de membro inferior) causado por uma lesão do sistema nervoso.  Esta é a forma mais branda de paralisia cerebral, e os indivíduos geralmente têm um bom prognóstico e menores dificuldades de adaptação, compensando boa parte das dificuldades usando os membros não paralisados. Esse termo também pode ser usado se apenas um músculo ou grupo de músculos é afetado.

## Causas
Dentre as possíveis causas estão:
- Acidente vascular cerebral;
- Traumatismo craniano;
- Neoplasia de células gliais (Glioma);
- Esclerose múltipla;
- Radiculopatia lombar;
- Infecção dos nervos (encefalite);
- Má formação congênita.

## Tratamento
Depende muito da causa. Costumam incluir cirurgias locais, reabilitação com fisioterapeuta, treino com terapeuta ocupacional, próteses, órteses e acessórios e medicamentos como relaxantes musculares, anti-inflamatórios e analgésicos.
Pode evoluir para uma monoparesia, ou seja, recuperar parcialmente o movimento do membro, mesmo que sem a mesma força e vigor de antes.